# Желненков, Иван Федотович
Иван Федотович Желненков (24 февраля 1916, Малые Прихабы, Смоленская губерния — 19 ноября 1973, Москва) — полный кавалер Ордена Славы.

## Биография
Родился в русской крестьянской семье; окончил 7 классов. Работал жестянщиком на заводе имени Лихачёва (Москва).
В мае 1940 года призван в Красную армию. С июня 1941 года — в боях Великой Отечественной войны на Центральном, Северо-Кавказском, 1-м Украинском, 1-м Белорусском фронтах; служил разведчиком 3-й батареи 940-го артиллерийского полка (370-я стрелковая дивизия).
30 июля 1944 года одним из первых форсировал Вислу севернее Казимежа; своевременно обнаружил 4 пулемётные точки, 3 орудия и 2 танка, а также до батальона пехоты противника, что позволило артиллерийским батареям 940-го полка сорвать контратаку противника. 26 сентября 1944 был награждён орденом Славы 3-й степени.
16 января 1945 года, уже в звании младшего сержанта, в районе Едльни (в 14 км северо-восточнее Радома) подбил автомашину противника, у убитого офицера забрал документы; по его корректировке огнём батареи был уничтожен пулемёт и до 20 солдат противника. 24 февраля 1945 был награждён орденом Славы 2-й степени.
16 апреля 1945 года в 5 км севернее Франкфурта-на-Одере обнаружил 2 миномётные батареи и 6 пулемётных точек, которые были уничтожены огнём артиллерии при прорыве обороны противника на левом берегу Одера; по его корректировке также был уничтожен станковый пулемёт противника. 20 апреля 1945 года вблизи Вулькова, находясь в боевых порядках пехоты, первым ворвался в траншею противника и уничтожил пулемётный расчёт. 25 апреля лично взял в плен офицера и солдата противника; обнаружил 3 пулемёта и навёл на них огонь артиллерии. Будучи представленным к ордену Красного Знамени, 31 мая 1945 года был награждён орденом Славы 2-й степени. В 1945 году демобилизован в звании сержанта.
После войны работал литейщиком, мастером на ЗИЛе. 20 декабря 1951 года Указом Президиума Верховного Совета СССР в порядке перенаграждения награждён орденом Славы 1-й степени.
Умер в Москве 19 ноября 1973 года, похоронен на Кузьминском кладбище.

## Награды
- Орден Славы 3-й (26.9.1944), 2-й (24.2.1945) и 1-й (20.12.1951) степеней[2].
- Медаль «За отвагу» (16.8.1944)[2][4]